# Rumont (Meuse)
Rumont település Franciaországban, Meuse megyében. Lakosainak száma 84 fő (2022. január 1.). Rumont Érize-la-Brûlée, Érize-Saint-Dizier, Levoncourt, Naives-Rosières, Vavincourt és Villotte-sur-Aire községekkel határos.

## Népesség
A település népessége az elmúlt években az alábbi módon változott:
| Lakosok száma | 102  | 96   | 103  | 98   | 93   | 87   | 83   | 85   | 86   | 84   |
|               | 1968 | 1982 | 1990 | 2006 | 2013 | 2015 | 2017 | 2019 | 2020 | 2022 |